# Rendez-vous à Bray
Rendez-vous à Bray è un film del 1971 diretto da André Delvaux.

## Trama
Mentre si sta avvicinando la prima guerra mondiale, Julien viene invitato da un suo amico, Jacques, nella villa di Bray. Quando Jacques arriva, viene accolto da una giovane che lo sta aspettando.
L'incontro tra Jacques e Julien non avrà mai luogo.
Quando Jacques legge il giornale, scopre che lo squadrone di Julien è stato bloccato a causa del maltempo. Ma la notizia sarà vera? Non si tratterà di censura, che in tempo di guerra fa sparire le brutte notizie dai giornali? Magari Julien non è trattenuto dal maltempo, potrebbe essere anche morto... Oppure è stato lo stesso Julien a non voler venire, dopo aver organizzato per motivi ambigui, l'incontro tra l'amico e la domestica... La risposta si trova solo nell'immaginazione dello spettatore.

## Riconoscimenti
- 1971 - Premio Louis-Delluc